# Claudio Marrupe
Claudio Rubén Marrupe (Tucumán, 26 de diciembre de 1960) es un exfutbolista y entrenador argentino.

## Logros
- 2001: Campeón de la Liga Tucumana de Fútbol con Central Norte y Ascenso al Torneo Argentino B
- 2002: Subcampeón de la Liga Tucumana de Fútbol con Central Norte y Ascenso al Torneo Argentino B
- 2009: Obtiene el primer ascenso en la historia de All Boys (Tucumán) al Torneo del Interior

## Trayectoria

### Como futbolista
| Club                   | País      | Año         |
| ---------------------- | --------- | ----------- |
| San Pablo              | Argentina | 1976-1979   |
| Atlético Tucumán       | Argentina | 1980 - 1983 |
| Club Atlético San Juan | Argentina | 1984-1985   |
| Sportivo Guzmán        | Argentina | 1985 - 1986 |

### Como director técnico
| Club                                  | País      | Año                           |
| ------------------------------------- | --------- | ----------------------------- |
| San Martín de Tucumán (inferiores)    | Argentina | 1992 - 1993                   |
| Central Norte de Tucumán (inferiores) | Argentina | 1999                          |
| Central Norte (Tucumán)               | Argentina | 2001 - 2002 2004, 2007 - 2008 |
| Spotivo Guzmán                        | Argentina | 2003                          |
| La Florida                            | Argentina | 2004                          |
| Club Atlético Concepción              | Argentina | 2005                          |
| Jorge Newbery                         | Argentina | 2005, 2010, 2014-             |
| Destroyers                            | Bolivia   | 2008 - 2009                   |
| UTEPSA                                | Bolivia   | 2009                          |
| All Boys                              | Argentina | 2008 - 2009                   |
| Guabirá                               | Bolivia   | 2010 - 2012                   |
| Real Potosí                           | Bolivia   | 2012                          |
| La Paz F. C.                          | Bolivia   | 2012                          |
| Universitario de Pando                | Bolivia   | 2014                          |
| Empresa Minera Huanuni                | Bolivia   | 2016                          |
| Mariscal Sucre                        | Bolivia   | 2019 - 2020                   |
| Sur-Car                               | Bolivia   | 2021                          |